# Veselin Mišnić
Veselin Mišnić (Kolašin, 1954) srpski i crnogorski je književnik, romanopisac, pripovedač, pesnik, satiričar i esejista.

## Biografija
Rođen je 1954. godine u Kolašinu, Crna Gora, do svoje petmnaesete godine živeo je u Mojkovcu, potom je na Cetinju završio gimnaziju. Sтudirao је u Beogradu, predavao je u Cetinjskoj gimnaziji, radio je kao urednik u izdavačkim kućama.Sloboda, Beograd i Štampar Makarije, Beograd,[ Živeo je jednu deceniju u Beču.
Veselin Mišnić je do sada objavio 45 knjiga u raznim književnim žanrovima.
Član je Udruženja književnika Crne Gore i Udruženja književnika Srbije, gde ima status istaknutog umetnika. Član je u Beogradskog aforističkog kruga (BAK) dugi niz godina.
Slobodan je umetnik. Isključivo se bavi književnim radom. Sada živi i stvara u Beogradu.

## Nagrade
Veselin Mišnić je dobitnik najpriznatije nagrade u Srbiji za satiru „Radoje Domanović“ i to za najbolju knjigu aforistike u 2011. godine ”Uredno složeni jauci”. Dobitnik je i sledećiih nagrada: Dragiša Kašikoviić za satiru, "Risto Ratković," za mlade pesnike, Miilan Rakić, UKS, za najbolju knjigu pesama"Pustinjske pesme 2016 god. Vojiislav Brković za knjigu pesama"Neko nalik kiši" Povelju UKS Simo Matavulj, Nagradu Pečat Kneza Lazara, za knjigu pesama "Neko naliik kiši".Nagrada "Orfejeva Lira",Međunarodna nagrada Ekselencija satiire, koju dodeljuje UKS i fondaciija Radoje Domanović, nagrada "Vitez slova slovenskog" nagrada zlatna gramata " Car Konstantin i carica Jelena", nagrada "Hatišerif Miloš Obrenović" Nagrada izdavačke kuće "Nova Artiija" Povelja"Pesnikova dolina" Međunarodna nagrada za doprinos svetskoj poeziji Munir Mezied,Krajova, Rumunija i druge.

## Bibliografija

### Romani
- „Bolest vajara Gabrijela“, Rad – Beograd, 1989.
- „Bezdan“, Prosveta – Beograd, 1993.
- „Romani u prahu“, tri izdanja, Prosveta – Beograd, 1997, 1998, 1999.
- „Veliki & Mali Princ“, pod pseudonimom David Jang, Narodna knjiga – Beograd, 2003.
- „Sadistički dizajn“, dva izdanja, Narodna knjiga – Beograd, 2004, 2005.
- „Roman o Cetinju“ Obodsko Slovo i Štampar Makarije, Podgorica i Beograd, 2010.
- „Veliki i Mali Princ“ Plato, Beogtad, 2011. pod svojim imenom, dorađeno drugo izdanje[3]

"Roman o Cetinju,"2011,Štampar Makarije"Beograd...
"Metamorfoze jedno srpskog vola"2016, Čigoja. Beograd,
"Pljuvanje po bontonu"2016, Alma, Beograd.
"Taksimanija-tahikardija"2016,Industrija knjiga, Beograd
"Duša od porcelana" 2019,Dinex, Beograd.
"Ničije vrijeme" 2021, Nova Artija, Paraćin.

### Poezija
- „Čarolije“, Obod Cetinje, 1978.
- „Oboljeli kameleon“, Sloboda – Beograd, 1981.
- „Uspomene iz kaveza“, Zapis – Beograd, 2002.
- „Crtač krugova“, Sloboda – Beograd, 2003.
- „Njenim ponoćnim dželatima“, Sloboda – Beograd, 1989.
- „Bogovi i pacovi“, Rad – Beograd, 1992.
- „Hici sa dna srca“, Cool – Beograd, dva izdanja, 2000, 2001.
- „Pustinjske pesme“ Industrija knjige, ( nagrada Milan Rakić) 2016 g.

"Neko nalik kiši"2017. Industriha knjige,Beograd,(Nagrade:Vojislav Brković,"Pečat kneza Lazara""Simo Matavulj"
"Zašto se nisam rukovao sa majmunom od bronze" 2019, Dinex, Beograd

### Pripovetke
- „Legende o ludilu“, Sloboda – Beograd, 1987.
- „Tri mladića u užarenoj peći“, SKZ – Beograd, 1993.
- „DNK HANA“, Sedam vetrova i Škola za vezivanje pertli, Plato - Beograd, 2013.[4]

"Moj kovani novac" 2019, Dinex, Beograd...

### Eseji i kritika
- „Lice Boga, srce Boga“, Narodna knjiga – Beograd, 2001S
- „Svetonik uma“ Misli, Industrija knjige 2014 god

"Zlatna prašina bezvremenosti" 2021, Nova Artija, Paraćin.
"
"Gospodari zaustavljenog vremena" 2022, Nova Artija, Paraćin.
Pesme, aforizmi priče i romani su mu prebođeni na: engleski, španski, baskijski, poljski, ruski, bugarski, rumunski, italijanski, nemački, slovenački, francuski, turski,slovačkii, makedonski,i mnoge druge jezike. Uvršten je u sve poznatije antologije srpskog, crnogorskog, balkanskog i svetskog aforizma.
KNJIGE AFORIZAMA
- „Trešnje boje trule višnje“, Satirikon, Rad – Beograd, 1999.
- „Kornjače Galapagosa“, Stradija, Jež – Beograd, 2000.
- „Revijalni Genocid“ Ridos, Beograd, 2008.
- „Golgota sa srećnim krajem“ Ridos, Beograd, 2008.
- „Uredno složeni jauci“ Alma, Beograd 2010.nagrada "Radoje Domanović"
- „Izbor Aforizama“ Alma, Beograd, 2010.
- "Slatko od ludila"

"Aforizmi" 2011, Plato berograd
"Slatko od ludila" 2016, Industija knjige, Beograd, nagrada: Dragiša Kašikovič

## Spoljašnje veze
- Zvanična internet prezentacija